# Ashland (Massachusetts)
Ashland ist eine Kleinstadt im Middlesex County des Bundesstaats Massachusetts in den Vereinigten Staaten. Das U.S. Census Bureau hat bei der Volkszählung 2020 eine Einwohnerzahl von 18.832 ermittelt. Die Siedlung ist Teil der Metropolregion Greater Boston.

## Geschichte
Das Gebiet, das heute als Ashland bekannt ist, wurde im frühen 18. Jahrhundert besiedelt und davor von den amerikanischen Ureinwohnern der Megunko bewohnt, denen der Megunko Hill seinen Namen verdankt. Zuvor als Unionville bekannt, wurde Ashland 1846 gegründet und trug den Namen des Anwesens des Staatsmannes Henry Clay in Kentucky. Es ist wesentlich jünger als viele der umliegenden Städte, da Ashlands Territorium zu fast gleichen Teilen von den bereits zuvor gegründeten Städten Hopkinton, Holliston (zuvor im Gebiet des kolonialen Sherborn) und Framingham übernommen wurde.
Der Bau der Boston & Worcester Railroad, später Boston & Albany, in den 1830er Jahren war entscheidend für die frühe Entwicklung der Stadt. Jahrzehnte später eröffneten zwei weitere Bahnlinien Bahnhöfe in Ashland. Zusammen mit dem Sudbury River trug die Eisenbahn dazu bei, dass sich zahlreiche Mühlen ansiedelten und sich eine florierende Stiefel- und Schuhindustrie entwickelte. Mit dem Bau von drei Stauseen entlang des Flusses im Jahr 1878 bremste die Bostoner Wasserbehörde jedoch ungewollt weiteres Wachstum, vor allem durch den Stopp des Baus der Granitmühlen der Dwight Printing Company. Obwohl die Mühlen geschlossen wurden, boten ab den 1890er Jahren die Hopkinton Railroad Company, die eine Verbindung nach Milford herstellte, und die Natick Street Railway, die Straßenbahnen zwischen den Städten Sherborn, Framingham und Natick betrieb, einen Service in Ashland an. Diese Bahnlinien waren in den 1920er Jahren verschwunden, da sie durch das Automobil obsolet geworden waren.
Während des größten Teils des 20. Jahrhunderts wuchs die Bevölkerung von Ashland nur langsam, bis der Nachkriegsboom in den 1950er Jahren einsetzte. Während dieser Zeit wuchs Ashland von einer weit entfernten ländlichen Stadt 22 Meilen (35 km) westlich von Boston bis in die 1980er Jahre zu einem hauptsächlich bewohnten Vorort. Im Laufe der Zeit sind viele Bauernhöfe und Freiflächen dem Wohnungsbau gewichen, obwohl noch einige unberührte Flächen übrig geblieben sind, darunter der Ashland Town Forest, der Ashland State Park, Warren Woods und das Land, das die Strand- und Dammabschnitte des Hopkinton State Park umfasst.

## Demografie
Laut einer Schätzung von 2019 leben in Ashland 17.807 Menschen. Die Bevölkerung teilt sich im selben Jahr auf in 82,6 % Weiße, 2,2 % Afroamerikaner, 0,2 % amerikanische Ureinwohner, 11,3 % Asiaten und 1,9 % mit zwei oder mehr Ethnizitäten. Hispanics oder Latinos aller Ethnien machten 7,0 % der Bevölkerung aus. Das mittlere Haushaltseinkommen lag bei 124.130 US-Dollar und die Armutsquote bei 3,9 %.

## Söhne und Töchter der Stadt
- Frank Nelson Cole (1861–1926), Mathematiker
- Josephine Angelini (* 1975), Autor